# Wenceslao Benítez Inglott
Wenceslao Benítez Inglott (30 de abril de 1879-22 de diciembre de 1954) fue un contraalmirante, científico e ingeniero español. 

## Biografía
Nació en Las Palmas de Gran Canaria el 30 de abril de 1879, hijo de Eduardo Benítez y González y de María del Pino Inglott y Navarro. 
Los primeros años de formación de Benítez Inglott transcurrieron en el Colegio de San Agustín en Las Palmas, donde demostró un temprano interés por las matemáticas y la astrofísica. A los catorce años aprobó los exámenes de ingreso en la Armada española con las máximas calificaciones.
Tras finalizar su formación militar fue destinado a varios buques. En 1922-1925 Benítez Inglott comandó el Dédalo, el primer portaeronaves de la Armada española, en el contexto de la guerra del Rif. En 1924 el Dédalo zarpó hacia el puerto británico de Southampton para recoger doce supermarine Sea Eagles adquiridos por la Armada española para apoyar las operaciones en el Rif. A las órdenes de Benítez Inglott el Dédalo iba a desempeñar un papel fundamental en el apoyo al desembarco de Alhucemas (1925); la primera vez en la historia que la aviación apoyaba un desembarco militar.
El 19 de octubre de 1929 fue nombrado por Real orden director de la Escuela Naval Militar, puesto que mantendrá hasta inmediatamente después de la proclamación de la Segunda República Española en 1931. Durante su etapa como director del centro será designado preceptor del infante Juan de Borbón y Battenberg, heredero al trono de Alfonso XIII. Tras la proclamación de la República el 14 de abril de 1931, Benítez Inglott aseguró la salida inmediata del infante de suelo español para que pudiera reunirse sano y salvo con la familia real española en el exilio.
En 1940, tras su jubilación, el ministro de Marina le recomendó para ser nombrado contraalmirante honorario de la Armada española por sus logros científicos y militares. También fue director (1940-1954) del Real Instituto y Observatorio de la Armada en San Fernando (Cádiz), de donde previamente había sido subdirector. Además fue durante muchos años profesor de la Escuela de Guardias Marinas, de la de Aplicación y de la de Ingenieros Hidrógrafos.  
En abril de 1942 fue elegido académico numerario de la Real Academia de Ciencias Exactas, Físicas y Naturales con la medalla número 5. Su discurso inaugural se tituló El universo sideral. 
Falleció el 22 de diciembre de 1954, a los 75 años, en San Fernando (Cádiz).

## Condecoraciones
Cruz (Distintivo Blanco, Primera Clase) del Mérito Naval (1911)
Cruz (Distintivo Rojo, Primera Clase) del Mérito Militar (1912)
Cruz (Distintivo Rojo, Primera Clase) del Mérito Naval (1913)
Cruz (Distintivo Blanco, Primera Clase) del Mérito Naval (1919)
Cruz (Distintivo Blanco, Segunda Clase) del Mérito Naval (1926)
Gran Cruz (Distintivo Blanco) del Mérito Naval (1934)
Gran Cruz de la Real y Militar Orden de San Hermenegildo (1943)
Gran Cruz de la Orden Civil de Alfonso X el Sabio (1955, a título póstumo).
Como gesto de aprecio real, el 23 de enero de 1931 Alfonso XIII concedió a Benítez Inglott el honor de gentilhombre de cámara con ejercicio, jurando lealtad al rey en el Palacio Real de Madrid el 9 de abril de 1931. Como curiosidad cabe destacar que Benítez Inglott fue (y es) oficialmente el último gentilhombre de la monarquía española ya que esta clase palaciega fue suprimida después de la declaración de la Segunda República Española junto con la Real Casa y Patrimonio de la Corona de España, no volviendo a crearse después de la restauración de la monarquía en España en 1975.
Un instituto de educación secundaria en San Fernando lleva su nombre. Asimismo, tres calles están dedicadas a su memoria: en Las Palmas de Gran Canaria (su ciudad natal), en San Fernando (Cádiz) y en Arinaga (Gran Canaria).  

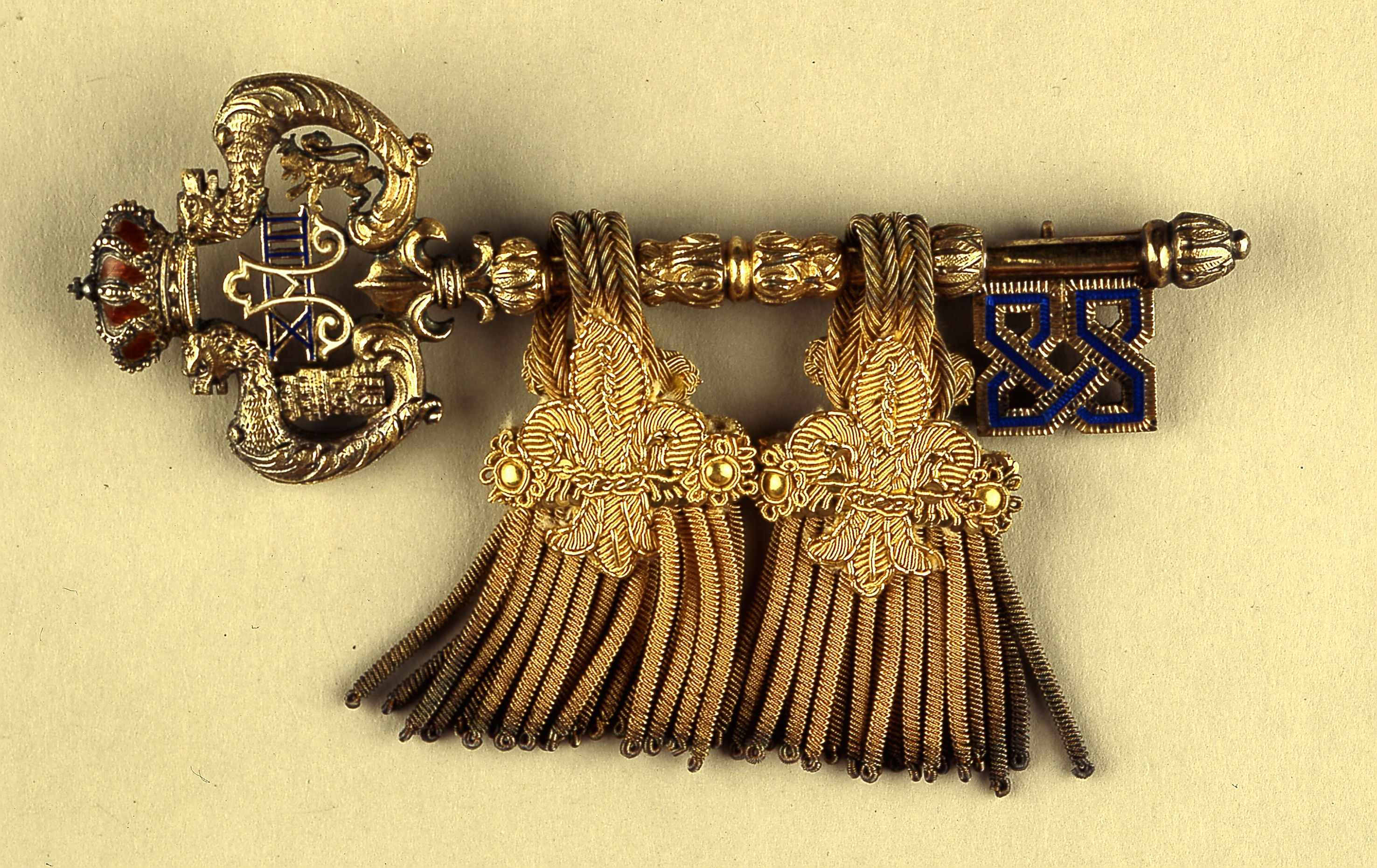
Distintivo de gentilhombre de cámara con ejercicio perteneciente al contraalmirante Wenceslao Benítez Inglott (1931).